# Rogajny (powiat elbląski)
Rogajny (do 1950 Żytno) – wieś w Polsce położona w województwie warmińsko-mazurskim, w powiecie elbląskim, w gminie Pasłęk przy DW527. Wieś jest siedzibą sołectwa Rogajny w którego skład wchodzą również miejscowości Gryżyna i Skolimowo.
Do 1954 roku siedziba gminy Rogajny. W latach 1975–1998 miejscowość administracyjnie należała do województwa elbląskiego.
Zobacz też: Rogajny: Rogajny